# レバー (食材)

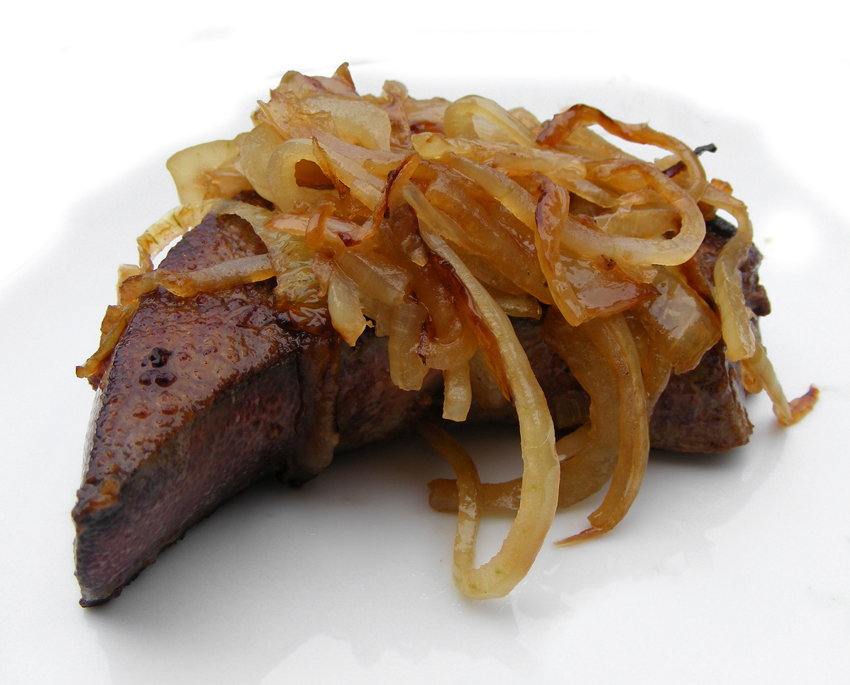
レバー＆オニオン

レバー（ドイツ語: Leber、英語: liver）とは、肝臓のことである。肝（きも）と呼ばれることもある。日本語でレバーというと、食用の、家畜や家禽の肝臓を指すことが多い。日本で主に食用にされているレバーは、哺乳類、鳥類、魚貝類のものである。ビタミンA、ビタミンB群、鉄分、葉酸を多く含むとされる。
生食は食中毒などの懸念があり、日本では2012年に生の牛レバーの提供が禁止された。

## 各動物のレバー
ほ乳類
- 牛、豚のものがある。地方によっては馬、山羊、羊などのものが食用にされる例がある。

鳥類
- 鶏、鴨、ガチョウのものがある。世界の三大珍味として有名なフォアグラも、ガチョウに特殊な餌を与えて脂肪肝にさせた肝臓で、レバーの一種である。鶏のレバーは焼き鳥店では肝と呼ばれることも多く、他に赤（あか）と呼ぶ例もある。フォアグラと同じようなものに、白レバーというものもある。これは鶏の脂肪肝で、レバー臭さが少ないが生産量が少なく、飲食店では限定メニューなどになっている場合が多い。一般に白レバーは栄養を蓄えた雌鳥のものである。卵を産まない雄は栄養を蓄える必要がないので、無理に餌を食べさせでもしない限り白レバーとなりにくく、また雄は若鶏のうちに精肉とされるため白レバーはメスに多くなる。そして、雌鳥は卵用となり肉用に回るケースが少ないため、白レバーは出回りにくくなる。

魚介類
- アンコウ、カワハギ、マダラなど、魚類の肝臓も日本でよく食用にされているが、多くは肝（きも）と呼ばれ、レバーと呼ばれることは少ない。ただしウナギに関しては慣習として胃袋のことを「肝」と呼ぶため、串焼きなどとして食される肝臓はレバーと呼んで区別されている。
- アワビの肝、イカの肝（別名ゴロ）など軟体動物の内臓で食用にするものもあるが、これは生理機能が少し異なり、正しくはカニミソなどと同じ中腸腺というものである。

## 栄養価と調理

### 栄養価
レバーはビタミンA、ビタミンB群、鉄分、葉酸等を多く含む。葉酸、鉄分は造血を助ける働きがあり、貧血防止や妊婦など、多量の鉄分摂取が必要な人には理想的な食べ物であるといわれている。しかし、ビタミンAが豊富に含まれているが故に過剰摂取は頭痛やめまいを引き起こし、妊婦場合はビタミンAの過剰摂取による催奇形性がある為、レバーの1日の摂取量は100g程度を目安にし、食べすぎないように心がけるべきである。また、レバーには、ビタミンB6の一種であるピリドキサミンが、他の部位や他の食品に比べて多く含まれている。牛や豚のレバーは消化酵素を加えて加水分解され、肝臓水解物として二日酔いや慢性肝疾患治療の医薬品原料となる。

### 臭み取り
栄養価は高いが、血の味がするなど、癖が強く、また、火を通しすぎるとボソボソした食感となるので、好き嫌いがはっきりしやすい。加熱調理の場合には、水に晒すなど、血抜きをしなければならない。この下処理を怠ると、血の味が強く残ってしまい、美味しく仕上がらない。レバーの臭みは、肝臓に含まれるアラキドン酸が、血液の鉄分と反応して起きるためである。血抜き以外では、牛乳などに浸して、マスキングで臭みを消す方法もある。また酢を使って臭みを取るという方法もある。揚げて、スパイスを利かせると、臭みもあまり気にならない。

### 日本での調理法

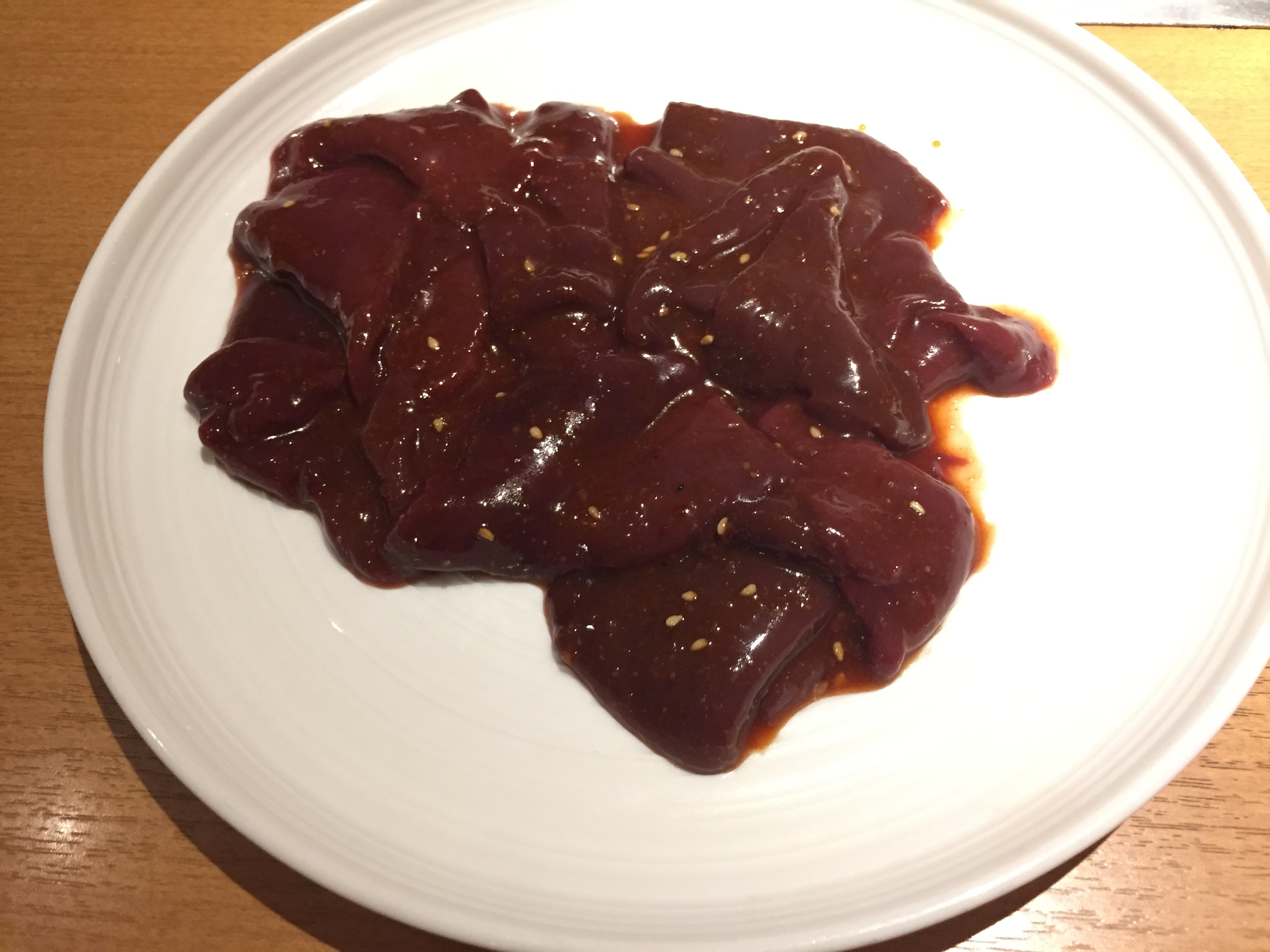
焼肉用牛レバー

主な調理法は、焼肉の焼きレバー、焼き鳥の串レバーなどが挙げられる。牛レバーの料理の定番としては、ニラと合わせて炒める中華風のレバニラ炒めがある。茨城県のスタミナラーメンなど、中華風の麺料理に使われることもある。鶏のレバーはショウガで臭みを消して、甘辛い煮物にされることが多い。また、レバーを生のまま刺身状にスライスし、塩と胡麻油などにつけて食べるレバ刺しがある（ただし、後述の通り2012年7月から飲食店での提供は禁止となった）。
日本の郷土料理では、沖縄料理に豚のレバーやニンジンを使った「チムシンジ（肝煎じ）」という汁物があり、奄美料理では茹でた豚レバーの粒味噌漬けがある。また、山梨県のレバーを含む鶏の内臓を煮た甲府鳥もつ煮も有名となった。
日本で考案されたものに、鶏レバーをマヨネーズ漬けにすることで、フォアグラの味に似せるという料理法がある。

### 各国での調理法
- ドイツ料理にはレバーケーゼという料理がある。きめ細かく挽いたひき肉に香味野菜およびスパイスを混ぜ、型に詰めてオーブンで焼いたもの。名称は「余った肉を型に詰めた」という程度の意味で、レバーやチーズ（ケーゼ）を指すものではない。ただし、バイエルン地方など一部ではレバーを用いるバリエーションがある。
- 中華料理では、レバニラ炒めなど、野菜との炒め物が一般的である。またスープや粥の具のひとつにされることも多い。また、茹でてスライスし、豆豉（トウチ）などのたれをかけて食べる前菜もある。福建省莆田市には福建料理には「撈興化粉」という豚のレバー、血、腸などを入れたライスヌードル料理があり、広東料理でも類似の麺料理がある。北京ダック専門店では、コース料理でアヒルのレバーを素揚げして、塩・胡椒などで味付けした料理が定番で出される。
- フィリピンの西ビサヤ地方には、豚のレバーと腸の小口切り、揚げニンニクチップ、長ネギなどを載せた甘い汁の麺料理「バッチョイ」がある。
- インドネシア料理にはサンバル・ゴレン・アティ（sambal goreng hati）というサンバル風味の鶏レバー炒めがある。
- ベトナム料理のバインミーにはレバーペーストが使われる。
- トルコ料理では、アルナヴート・ジーエリ（arnavut ciğeri）という、牛のレバーを切って小麦粉と唐辛子をまぶして揚げた、アルバニア風から揚げ料理が一般的。
- フランス、デンマークなど、欧米では、レバーペーストにし、パンに塗って食べることも一般的で、瓶詰め、缶詰の製品も多く市販されている。また、ハムやソーセージなどのように、レバーペーストをケーシングに詰めて調理したものもある。

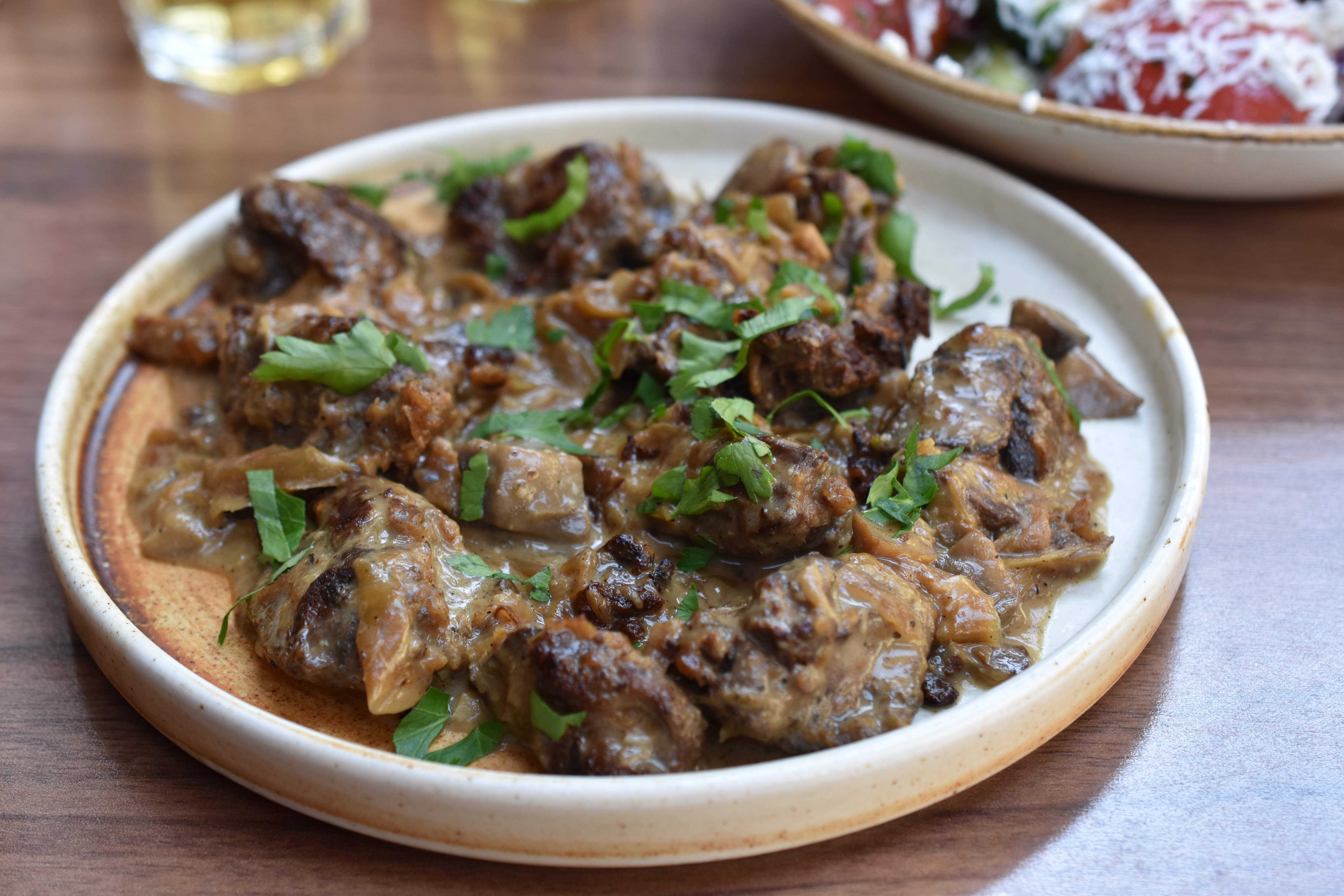
ブルガリアのレバー料理「ドロブ・ポ・セルスキ」

## 規制と食中毒

### 食中毒と寄生虫
他の部位と同様にと殺・精肉加工される以前に動物が感染していた病原体および、と殺以降の流通過程で付着した病原体がレバー中にも存在するものがあり、非加熱のレバーを食用にすることにより感染症を発症する恐れがある。鶏、牛、豚の生レバーの一部は中に病原性大腸菌、カンピロバクター、E型肝炎などの食中毒の原因となる病原体を含んでいる。特に、豚の生レバーにおいては豚自体が保有しているE型肝炎ウイルス、無鉤条虫などの病原微生物により豚肉の生食と同等の危険性がある。また鶏においては、犬回虫、猫回虫などの寄生虫に汚染されている場合がある。

### 日本での規制
生食禁止に至る経緯
日本の厚生省（現在の厚生労働省）は1996年に病原性大腸菌感染症の多発を受けてレバーなどの食肉の生食を避けるよう通達し、1998年に生食用のレバー及び食肉の加工基準を策定した。日本各地の自治体や保健所は、レバ刺しには生食用基準に沿って加工されたレバーを用いるよう指導した。

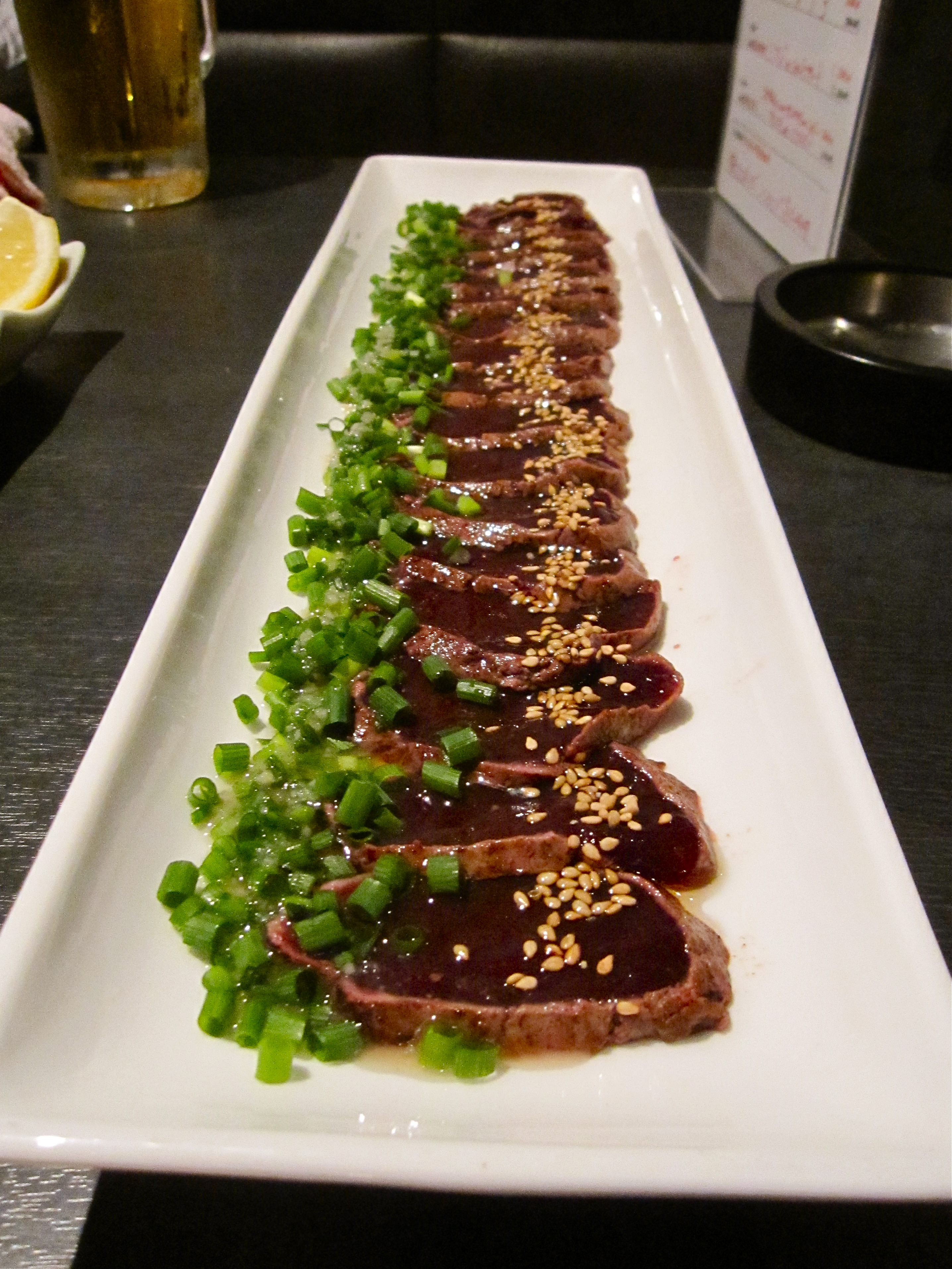
生食禁止に対応して誕生した「レバーのたたき」。表面をごく軽く炙ることで規制回避を狙ったが、現在は完全に火が通ったもの以外は提供が禁止されている。

2012年3月30日、厚労省は飲食店や販売業者が「牛」のレバーを生食用で提供することを禁止する方針を打ち出し、内閣府の食品安全委員会においても「提供禁止は妥当」とする見解が出たことを受け、同年7月1日から食品衛生法に基づき提供禁止とすることとなった。違反すれば2年以下の懲役か200万円以下の罰金の刑事罰が科される。また、厚労省は「豚」のレバーについても加熱して食べるよう注意を喚起した。
規制後
一方、生レバーの提供禁止に反対する消費者も多かったこともあり、一部の飲食店では「焼きレバー」用として生レバーの提供が行われていたが、2013年8月に生レバーの提供が原因とみられる食中毒事件が発生。同年10月15日、牛の生レバーを提供したとして食品衛生法違反の疑いで京都府の焼き肉店の経営者らが逮捕され、同月26日に京都簡易裁判所は社長に罰金100万円、店長に罰金50万円の略式命令を出した。また、2015年5月には、牛の生レバーを提供したとして、兵庫県警察が居酒屋チェーンの経営者を逮捕したが、焼肉店以外の摘発は初のことになった。さらに2015年6月中旬より、豚についても、生レバーを含む生肉の提供が禁止されることになった。
提供禁止後に摘発される事例が存在しており、警察官が私服で一般客を装い注文し、加熱の指示がないことを確認して摘発に至っている。メニューに「あかんやつ」や「やみレバー」などと記載して提供していたことで摘発された事例もある。
2018年12月、茨城県で牛のレバ刺しなどのコース料理を食べた2人が食中毒の症状を訴え、1人は麻痺や呼吸困難に陥る重体となった。便からはカンピロバクターが検出。料理を提供した店側は、肉を厚生労働省が定める低温殺菌処理（63度で30分加熱）をしたとしている。
生食解禁への研究2015年『産経新聞』に掲載された記事によれば日本ではレバーを外食で生食することが禁じられて数年が経ったが、逮捕者が出るほどに生食のニーズは根強いものがあり、厚労省も外食産業からの解禁嘆願により、解禁を模索している。しかし解禁するためにはレバー内部をきちんと（比較的）簡易に殺菌できる方法を確立することが絶対条件であるので、厚労省は2012年の生レバー提供禁止と同時期に国立医薬品食品衛生研究所に所属する研究者らで構成された研究班を設置し、研究が行われた。
その条件を満たす可能性のある殺菌方法としては
1. 塩素系消毒薬（次亜塩素酸ソーダ）による処理
2. 高い気圧をかける処理
3. 放射線（ガンマ線）照射処理。（食品照射）

の三つがある。現時点で最も有効性が認められているのはガンマ線照射であるが、日本で食品への照射が認められているのはジャガイモのみである。なおガンマ線を照射すると、非照射時には無かった独特の臭気（硫黄のような臭気と甘い匂いが混ざったような感じ）が発生すること、ガンマ線照射の商業用施設は国内にあまり多くないこと、放射線を食材に照射する安全性を確認する必要があるなど未だ多くの問題がある。一方、次亜塩素酸ソーダによる処理では発癌性物質とされるトリハロメタンが生成される。

## 他の動物への影響
レバーはネコにはビタミンAやビタミンDの過剰摂取となり食欲不振や関節炎をもたらすことがある。